# دردار قزم
دردار قزم (الاسم العلمي: Ulmus pumila) هو نوع نباتي يتبع جنس الدردار من فصيلة الدردارية.